# グランドナショナル
グランドナショナル（Grand National）とは毎年4月にイギリスのリヴァプール郊外にあるエイントリー競馬場で行われる障害競走である。

## 概要
距離は4マイルと2ハロンと74ヤード（約6,907メートル）、計16個設置されている障害を延べ30回飛越する。
イギリスでは最も人気のあるレースであり、馬券の売上額もダービーステークスやチェルトナムゴールドカップを上回りイギリス国内最高を誇る。
ブックメーカーなどを含め、ベッティングに投じられた金額は、2007年で2.75億ポンド（約655億円）、2015年で3億ポンド（約540億円）に達すると推定されている。ロイターによると、2019年の売り上げは推定3億ポンド（約437億円）である。年によっては世界一の馬券売上額を誇る日本の有馬記念を上回ることもある。
この競走はグランドナショナルミーティングのメイン競走としてハンデキャップで行われる。
ほぼ毎年出走可能頭数の限界の40頭の出走馬を集めるが、年によっては完走頭数は10頭を切ることも珍しく無い事から世界一過酷な障害レースと言われている。
以前は発走の際スターティングバリアーの直後に整列していたが発走の遅延が絶えなかったため、2008年より他の競走同様にバリアー後方から整列せずにスタートを行う方式に変更されたが、2021年より再び発馬機を使用するスタートに変更された。
このレースに範を取った「グランドナショナル」という名の競走は世界各地で行われている。日本では伝統の障害重賞である中山大障害がこのレースに範を取ったものである。
2005年からはビール会社のジョン・スミスズ（John Smith's）がスポンサーとなっていたが、2014年に酒造会社のクラビーズ（Crabbie's）に代わり、さらに2017年からは、5年契約で化学検査会社のランドックス・ヘルス（Randox Health）がスポンサーとなった。
2017年現在の賞金総額は100万ポンドで、障害競走としては世界最高の賞金額となっている。
出走馬は満7歳以上で、かつステープルチェイス競走で10勝以上の勝利があり、過去に3マイルのステープルチェイス競走で4着以内に入った実績を持つことが必要とされる（2012年より）。2011年までは年齢制限はなく、勝利数も「ハードル競走（en:Hurdling (horse race)）を含めた障害競走で15勝以上」という基準だったが、同年のレースで2頭の馬がレース中に亡くなった事故を受けて、出走基準が厳格化された。
2022年まではグレード3の重賞だったが、2023年からハンデキャップ重賞の「プレミアムハンデキャップ」の新設によりPrH重賞となっている。

## コース

### コースの形状
この競走ではエイントリー競馬場のナショナルコースという特別なコースを2周する。このコースは4月開催でトッパムチェイス、フォックスハンターズチェイス、グランドナショナルの3競走、11月開催でグランドセフトンチェイス、ビーチャーチェイスの5競走のみに使用される。1周2.25マイル（3,600メートル）の周回コースであり直線距離は494ヤード（451メートル）。全体として起伏は少なくほぼ平坦となっている。

### 障害の形状

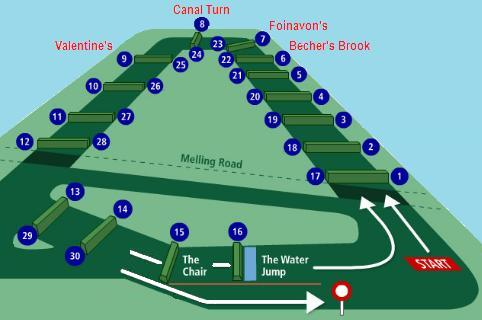
コース

グランドナショナルに使用される障害は英愛で一般的なものと異なり、トウヒの枝を組み合わせて作られている。全部で16の障害が設けられ、ザ・チェアと呼ばれる障害と水濠障害を除いて2度飛越することになる。6番目（22番目）及び7番目（23番目）、8番目（24番目）、9番目（25番目）、15番目の障害にはそれぞれ固有の名称が付いており順にビーチャーズブルック（Becher's Brook）、フォイネイボン（Foinavon）、キャナルターン（Canal Turn）、バレンタインズブルック（Valentine's Brook）、そしてザチェア（The Chair）である。
最難関とされるのはビーチャーズブルックである。障害は踏み切り地点より着地側が低くなっているため、バランスを取ることが難しく毎年複数の馬が落馬する。またザチェアは踏み切り地点の乾壕をもち、そして最も高い障害である。そしてキャナルターンとフォイネイボンについては、前者は着地後に直角に曲がるコーナーがあり後者もカーブの途中に設置されているため馬が内側に密集しやすく年によっては多重落馬が発生している。
2001年のレースではキャナルターンで空馬が障害の手前を横切り、多重落馬が発生する大事故が起こった。これ以降、キャナルターンの障害右手に退避通路が設置され空馬がレースの馬群に混ざらないように配慮されている。

#### 全障害の規模
- 第1・第17障害（THORN FENCE） 4フィート6インチ（約137センチメートル）
- 第2・第18障害（FENCE） 4フィート7インチ（140センチメートル）
- 第3・第19障害（WESTHEAD） 4フィート10インチ（147センチメートル） 飛越側に幅6フィート（182センチメートル）の乾壕
- 第4・第20障害（PLAIN FENCE） 4フィート10インチ
- 第5・第21障害（SPRUCE FENCE） 5フィート（152センチメートル）
- 第6・第22障害（BECHER'S BROOK） 5フィート着地側は6フィート（213センチメートル）
- 第7・第23障害（FOINAVON FENCE） 4フィート6インチ
- 第8・第24障害（CANAL TURN） 5フィート
- 第9・第25障害（VALENTINE'S BROOK） 5フィート
- 第10・第26障害（THORN FENCE） 5フィート
- 第11・第27障害（BOOTH） 5フィート 飛越側に幅6フィートの乾壕
- 第12・第28障害（FENCE） 5フィート
- 第13・第29障害（FENCE） 4フィート7インチ
- 第14・第30障害（FENCE） 4フィート6インチ
- 第15障害（THE CHAIR） 5フィート2インチ（157センチメートル） 飛越側に幅6フィートの乾壕
- 第16障害（WATER JUMP） 2フィート9インチ（84センチメートル） 着地側に幅9フィート7インチ（297センチメートル）の水濠

### 障害の変遷
グランドナショナルのコースは初期に石壁障害が水濠障害に変更され、その後も幾度か障害の形状、大きさに変更が加えられている。初期は天然の障害も使用していたため18インチ（約46センチメートル）の土塁など小規模なものも存在した。1885年の時点では最後の直線の3つの障害などで3フィート6インチ（約107センチメートル）のハードルを7基使用し計11回飛越を行っていたほか、現在では全障害の中で最も低い4フィート6インチ（約137センチメートル）のフォイネイボンが当時は5フィート6インチ（168センチメートル）と最も高い障害だった。
1888年にハードルがフェンスに置き換えられ、そして20世紀を過ぎると大幅な変更は行われなくなった。しかし1961年に危険すぎるとの批判を受け、障害に傾斜そして踏み切り板を設けるなどの安全対策が行われた。その後も何度か障害の形状に変更が加えられ、1990年にはビーチャーズブルックの着地側のスロープが埋め立てられた（これは、1989年にビーチャーズブルックで2頭が死亡したことによる）。このため、ビーチャーズブルックをはじめ多くの障害がその難易度を低下させている。

### チェッカーフラッグ
同じコースを2周するグランドナショナルだが2周目に入った際、1周目で多重落馬事故があり整理がつかない場所がある場合や故障した馬の処分をその場で行い、障害の飛越が危険であると判断された場合は障害前方で係員がチェッカーフラッグを振る。その場合は障害横の退避通路を通り、障害をパスする事が許される。2011年は2周目の20号障害・22号障害（ビーチャーズブルック）において故障馬が留まったため、ともにパスされている。

## 歴史
グランドナショナルは1836年2月29日にリヴァプールのホテル経営者ウィリアム・リンによってリバプール・グランドナショナル・スティープルチェイスという名で創設された。1839年から回数カウントを始めているが実際は1836年から同等の競走が始まっており、1860年代半ばまでは公式記録として認められていた。かつて1836年から1838年までの3競走は以前はエイントリー競馬場以外で行われたと考えられていたが、現在はこれらもエイントリー競馬場で行われたことが判明している。
- 1836年、初の競走は出走馬10頭で行われ、マーティン・ビーチャー（英語版）大佐騎乗の2番人気馬ザデューク（英語版）が優勝した。完走は4頭。

- 1839年、コンラッドに騎乗したビーチャー大佐が1周目の小川で落馬し、その小川が「ビーチャーズブルック」と命名された。

- 1844年、ハンデキャップ競走に改められる。

- 1847年、現在のグランドナショナルに改名。

- 1862年、グランドナショナルでは唯一となる騎手の死亡事故が発生した。

- 1928年、キャナルターンで集団落馬が発生。出走馬42頭のなかで優勝馬ティペラリーティム（Tipperary Tim）のみが無事故で完走。そして2着に再騎乗のビリーバートンが入り、この2頭のみが完走した。
- 1929年、前年の事故を受けキャナルターンの乾壕が取り除かれた。また前大会で全くの無名馬が優勝したため同年の競走は多数の出馬登録が行われ、グランドナショナル史上最多の66頭が出走した。完走は10頭。

- 1954年、4頭が死亡した。

- 1956年の大会は競馬の歴史上でも最も不可解なレースの1つとして名高い。ディック・フランシス騎手が乗るクイーンマザー（エリザベス王太后）所有のデヴォンロック（英語版）は最終障害を大差でクリアーして楽勝するかと思われたが、残り50メートルに満たない地点で突然四肢を投げ出して座り込んでしまった。この際、特に故障などは何もなく直後に立ち上がっている。この事故が起こった場所は1周目に飛越した水濠障害のすぐ脇であり、この障害の影に驚いたのではないかと言われた。フランシス本人は大きな歓声に驚いてそのようになったと語っている[6][7]。

- 1964年、エイントリー競馬場の所有者のトッパム夫人が競馬場を売りに出すと宣言し、以来1973年にビル・デイビスが300万ポンドで購入するまで毎年が「最後のナショナル」と言われた。デイビスの所有時も経営はいま一つ安定せず1983年にジョッキークラブが340万ポンドで購入、これにより英国の競馬が続く限りグランドナショナルは存続することになった。

- 1967年、馬群の先頭を走っていたカラ馬が23番目のフェンス直前で急にストップするというアクシデントのため後続の20頭以上の馬が落馬または立往生してしまい、先頭から50馬身近く離されていたフォイネイボン（英語版）だけがスムーズに追い越し、逆に後続に50馬身をつける独走態勢となる。結局そのまま後続を振り切って1着でゴールイン、101倍の配当となった[8]。なお、この23番目（1周目は7番目）のフェンスにはこの年の勝ち馬の名前である「フォイネイボン」の名がつけられている。

- 1981年、1年半前にガンで余命8か月の宣告を受けていたボブ・チャンピオン（英語版）が治療を受けガンを克服し、オールダニーティ（アルダニティ）（英語版）でグランドナショナルを制覇した。オールダニーティ自身も1年前の障害レースで骨折し、1度は安楽死処分にされそうになった状況からの復活であった。このエピソードは1984年に『チャンピオンズ（Champions）』というタイトルで映画化されている（ボブ・チャンピオン役をジョン・ハートが演じた）。

- 1993年、スターティングバリヤーの白いテープがうまく跳ね上がらず発走やり直し、2度目も馬や騎手がテープに絡まりスターターはフォルススタートを宣言したが合図の赤旗が誰にも目撃されることなく39頭中30頭がスタート。2周目のスタンド前で再び赤旗が振られたが反対派の抗議と解釈した[9]多くの騎手はレースを続行し7頭が完走。J・ホワイト騎乗のエシャーネスが1位入線したが競走不成立により幻の優勝となった[10]。これにより1993年のグランドナショナルは中止となり、翌1994年からはスターティングバリヤーが手動式から電動式に変わるなど多くの改善がなされた。

- 1997年、グランドナショナルの始まる1時間前にIRA暫定派を名乗る人物から競馬場に爆弾を仕掛けたとの電話があり、観客を競馬場から全員避難させ競走は中止となった。その2日後に改めてレースが行われた。調教師のジェニー・ピットマン（英語版）はこの事件に対し涙で抗議した[11]。

- 1998年、1周目の名物障害の1つであるビーチャーズブルックの前の障害で計3頭が死亡し、動物愛護団体が抗議行動を行った。

- 2001年、1周目の名物障害の1つであるキャナルターンで空馬が障害の手前を横切り、多重が落馬する大事故があった。1着のレッドマローダーと2着のスマーティが無事故で完走。3着に再騎乗したブローイングウインド、4着に同じく再騎乗したパピヨンが入り、この4頭が完走した。4頭が完走するのは、1980年以来21年ぶり。

- 2005年、152頭が1次登録し、最多記録を塗り替えた。

- 2014年、出走馬のうち1頭がスタートを拒否しそのまま走る事なく競走中止するアクシデントが発生した。

- 2019年、タイガーロール（英語版）がレッドラム以来45年ぶりにグランドナショナル連覇の快挙を成し遂げた。

- 2020年、新型コロナウイルスの影響で初の中止になった[12]。

- 2021年、2年ぶりの開催となる。女性騎手のレイチェル・ブラックモア騎手騎乗のミネラタイムズが勝利し、史上初の女性騎手によるグランドナショナル制覇となった[13]。

- 2023年、動物愛護団体の活動家がコースに乱入するなどの妨害を行ったため、発走時刻が約15分遅れて118名が逮捕された[14]。なお、第2号障害から先に進めなかった馬は8頭と過去3年と比較しても明らかに多く[注釈 5]、発走時刻の遅れがレース序盤に影響を与えた可能性がある[注釈 6][15]。

### 各種記録
- レースレコード - 8:47.8 ミスターフリスク（1990年）
- 最多出走頭数 - 66頭（1929年）
- 最多完走頭数 - 23頭（1984年）
- 最少完走頭数 - 2頭（1928年）
- 最多勝利馬 - レッドラム 3勝（1973、1974、1977年）
- 最多勝利騎手 - ジョージ・スティーヴンス 5勝（1856、1863、1864、1869、1870年）
- 最多勝利調教師 - フレッド・リメル（1956、1961、1970、1976年） ジンジャー・マッケイン（1973、1974、1977、2004年）各4勝
- 最高齢勝利馬 - ピーターシンプル 15歳（1953年）
- 最高齢勝利騎手 - ディック・サウンダーズ 48歳（1982年）
- 最年少勝利騎手 - ブルース・ホッブズ 17歳（1938年）

### 歴代優勝馬
| 施行日        | 優勝馬      | 性齢 | タイム | 優勝騎手    | 管理調教師 | 馬主         |
| ------------- | ----------- | ---- | ------ | ----------- | ---------- | ------------ |
| 1836年2月29日 | The Duke    | 騸7  | 20:10  | M.Becher    |            | W.Sirdefield |
| 1837年3月4日  | The Duke    | 騸8  | 14:00  | H.Potts     |            | T.Chawner    |
| 1838年3月5日  | Sir William | 牡7  |        | A.McDonough |            | A.McDonough  |

以下より公式大会として回数をカウント。
| 回数   | 施行日        | 優勝馬           | 性齢 | タイム    | 優勝騎手      | 管理調教師    | 馬主                  |
| ------ | ------------- | ---------------- | ---- | --------- | ------------- | ------------- | --------------------- |
| 第1回  | 1839年2月26日 | Lottery          | 騸9  | 14:53     | J.Mason       | G.Dockeray    | J.Elmore              |
| 第2回  | 1840年3月5日  | Jerry            | 騸10 | 12:30     | B.Bretherton  | G.Dockeray    | H.Villebois           |
| 第3回  | 1841年3月3日  | Charity          | 騸11 | 13:25     | A.Powell      | W.Vevers      | Lord Craven           |
| 第4回  | 1842年3月2日  | Gay Lad          | 騸8  | 13:30     | T.Olliver     | G.Dockeray    | J.Elmore              |
| 第5回  | 1843年3月1日  | Vanguard         | 騸8  |           | T.Olliver     |               | Lord Chesterfield     |
| 第6回  | 1844年2月28日 | Discount         | 牡6  | 13:58     | H.Crickmere   |               | Quartermaine          |
| 第7回  | 1845年3月5日  | Cure All         | 騸7  | 10:47     | W.Loft        | W.Loft        | W.Crawford            |
| 第8回  | 1846年3月4日  | Pioneer          | 騸6  |           | W.Taylor      |               | Adams                 |
| 第9回  | 1847年3月3日  | Matthew          | 騸9  |           | D.Wynne       | J.Murphy      | J.Courtenay           |
| 第10回 | 1848年3月1日  | Chandler         | 騸12 |           | J.Little      | T.Eskrett     | J.Little              |
| 第11回 | 1849年2月28日 | Peter Simple     | 騸11 | 10:56     | T.Cunningham  | T.Cunningham  | T.Mason Jr.           |
| 第12回 | 1850年2月27日 | Abd-el-Kader     | 騸8  | 10:20     | C.Green       | J.Osborne     | Wilson                |
| 第13回 | 1851年2月26日 | Abd-el-Kader     | 騸9  | 9:59      | T.Abbot       | J.Osborne     | J.Osborne             |
| 第14回 | 1852年3月3日  | Miss Mowbray     | 牝8  | 9:58      | A.Goodman     | G.Dockeray    | T.Mason               |
| 第15回 | 1853年3月2日  | Peter Simple     | 騸15 | 10:15     | T.Oliver      | T.Oliver      | J.Little              |
| 第16回 | 1854年3月1日  | Bourton          | 騸11 | 9:59      | J.Tasker      | H.Wadlow      | W.Moseley             |
| 第17回 | 1855年3月7日  | Wanderer         | 牡10 | 10:25     | J.Hanlon      |               | Dennis                |
| 第18回 | 1856年3月7日  | Freetrader       | 牡7  | 10:00     | G.Stevens     | W.Holman      | W.Barnett             |
| 第19回 | 1857年3月4日  | Emigrant         | 騸11 |           | C.Boyce       | C.Boyce       | G.Hodgman             |
| 第20回 | 1858年3月6日  | Little Charley   | 騸12 |           | W.Archer      | W.Holman      | C.Capel               |
| 第21回 | 1859年3月8日  | Half Caste       | 牡6  |           | C.Green       | C.Green       | Willoughby            |
| 第22回 | 1860年3月7日  | Anatis           | 牝10 |           | T.Pickernell  | W.Holman      | C.Capel               |
| 第23回 | 1861年3月13日 | Jealousy         | 牝7  |           | J.Kendall     | C.Balchin     | J.Bennett             |
| 第24回 | 1862年3月12日 | Huntsman         | 牡9  | 9:30      | H.Lamplugh    | H.Lamplugh    | Viscount de Namur     |
| 第25回 | 1863年3月11日 | Emblem           | 牝7  |           | G.Stevens     | E.Weever      | Lord Coventry         |
| 第26回 | 1864年3月9日  | Emblematic       | 牝6  |           | G.Stevens     | E.Weever      | Lord Coventry         |
| 第27回 | 1865年3月8日  | Alcibiade        | 騸5  |           | H.Coventry    | C.Cornell     | B."Cherry" Angell     |
| 第28回 | 1866年3月7日  | Salamander       | 騸7  |           | A.Goodman     | J.Walters     | E.Studd               |
| 第29回 | 1867年3月6日  | Cortolvin        | 騸8  |           | J.Page        | H.Lamplugh    | Duke of Hamilton      |
| 第30回 | 1868年3月4日  | The Lamb         | 牡6  |           | G.Edwards     | B.Land        | Lord Poulett          |
| 第31回 | 1869年3月3日  | The Colonel      | 牡6  |           | G.Stevens     | R.Roberts     | J.Weyman              |
| 第32回 | 1870年3月9日  | The Colonel      | 牡7  |           | G.Stevens     | R.Roberts     | M.Evans               |
| 第33回 | 1871年3月21日 | The Lamb         | 牡9  | 9:35 4/5  | T.Pickernell  | C.Green       | Lord Poulett          |
| 第34回 | 1872年月日    | Casse Tete       | 牝7  |           | J.Page        | A.Cowley      | E.Brayley             |
| 第35回 | 1873年3月27日 | Disturbance      | 牡6  |           | J.Richardson  | J.Richardson  | J.Machell             |
| 第36回 | 1874年3月26日 | Reugny           | 牡6  |           | J.Richardson  | J.Richardson  | J.Machell             |
| 第37回 | 1875年3月18日 | Pathfinder       | 騸8  |           | T.Pickernell  | W.Reeves      | H.Bird                |
| 第38回 | 1876年3月24日 | Regal            | 騸5  |           | J.Cannon      | J.Jewitt      | J.Machell             |
| 第39回 | 1877年3月23日 | Austerlitz       | 牡5  |           | F.Hobson      | R.l'Anson     | F.Hobson              |
| 第40回 | 1878年3月29日 | Shifnal          | 牡9  |           | J.Jones       | J.Nightongall | J.Nightongall         |
| 第41回 | 1879年3月28日 | The Liberator    | 騸10 |           | G.Moore       | J.Moore       | G.Moore               |
| 第42回 | 1880年3月19日 | Empress          | 牝5  | 10:29 0/5 | T.Beasley     | H.Linde       | P.Ducrot              |
| 第43回 | 1881年3月25日 | Woodbrook        | 騸7  | 11:50 0/5 | T.Beasley     | H.Linde       | T.Kirkwood            |
| 第44回 | 1882年3月24日 | Seaman           | 騸6  |           | Lord Manners  | J.Machell     | Lord Manners          |
| 第45回 | 1883年3月30日 | Zoedone          | 牝6  |           | C.Kinsky      | W.Jenkins     | C.Kinsky              |
| 第46回 | 1884年3月28日 | Voluptuary       | 騸6  |           | E.Wilson      | W.Wilson      | H.Boyd                |
| 第47回 | 1885年3月26日 | Roquefort        | 騸6  | 10:10 0/5 | E.Wilson      | A.Yates       | A.Cooper              |
| 第48回 | 1886年3月26日 | Old Joe          | 騸7  | 9:14 3/5  | T.Skelton     | G.Mulcaster   | A.Douglas             |
| 第49回 | 1887年3月25日 | Gamecock         | 騸8  |           | W.Daniels     | J.Gordon      | E.Jay                 |
| 第50回 | 1888年3月23日 | Playfair         | 騸7  |           | G.Mawson      | T.Cannon      | E."Ned" Baird         |
| 第51回 | 1889年3月29日 | Frigate          | 牝11 | 10:04 2/5 | T.Beasley     | M.Maher       | M.Maher               |
| 第52回 | 1890年3月28日 | Ilex             | 騸6  | 10:41 4/5 | A.Nightingall | J.Nightingall | G.Masterman           |
| 第53回 | 1891年3月20日 | Come Away        | 騸7  |           | H.Beasley     | H.Beasley     | W.Jameson             |
| 第54回 | 1892年3月25日 | Father O'Flynn   | 騸7  |           | E.Owen        | G.Wilson      | G.Wilson              |
| 第55回 | 1893年3月24日 | Cloister         | 騸9  |           | B.Dollery     | A.Yates       | C.Duff                |
| 第56回 | 1894年3月30日 | Why Not          | 騸13 |           | A.Nightingall | W.Moore       | C.Fenwick             |
| 第57回 | 1895年3月29日 | Wild Man         | 騸7  |           | J.Widger      | J.Gatland     | J.Widger              |
| 第58回 | 1896年3月27日 | The Soarer       | 騸7  | 10:11 1/5 | T.Kavanagh    | W.McAuliffe   | W.Hall-Walker         |
| 第59回 | 1897年3月26日 | Manifesto        | 騸9  |           | T.Kavanagh    | W.McAuliffe   | H.Dyas                |
| 第60回 | 1898年3月25日 | Drogheda         | 騸6  |           | J.Gourley     | R.Dawson      | C.Adams               |
| 第61回 | 1899年3月24日 | Manifesto        | 騸11 |           | G.Williamson  | W.Moore       | J.Bulteel             |
| 第62回 | 1900年3月30日 | Ambush II        | 騸6  | 10:01 0/5 | A.Anthony     | A.Anthony     | H R H Prince of Wales |
| 第63回 | 1901年3月29日 | Grudon           | 牡11 |           | A.Nightingall | B.Bletsoe     | B.Bletsoe             |
| 第64回 | 1902年3月21日 | Shannon Lass     | 牝7  |           | D.Read        | J.Hackett     | A.Gorham              |
| 第65回 | 1903年3月27日 | Drumcree         | 騸9  | 10:09 2/5 | P.Woodland    | C.Nugent      | J.Morrison            |
| 第66回 | 1904年3月25日 | Moifaa           | 騸8  |           | A.Birch       | W.Hickey      | S.Gollan              |
| 第67回 | 1905年3月31日 | Kirkland         | 騸9  |           | F.Mason       | E.Thomas      | F.Bibby               |
| 第68回 | 1906年3月30日 | Ascetic's Silver | 牡9  | 9:34 0/5  | A.Hastings    | A.Hastings    | Prince F.Hatzfeldt    |
| 第69回 | 1907年3月22日 | Eremon           | 騸7  | 9:47 1/5  | A.Newey       | T.Coulthwaite | S.Howard              |
| 第70回 | 1908年3月27日 | Rubio            | 騸10 |           | H.Bletsoe     | F.Withington  | F.Douglas-Pennant     |
| 第71回 | 1909年3月26日 | Lutteur III      | 騸5  |           | G.Parfrement  | H.Escott      | J.Hennessy            |
| 第72回 | 1910年3月18日 | Jenkinstown      | 騸9  |           | R.Chadwick    | T.Coulthwaite | S.Howard              |
| 第73回 | 1911年3月24日 | Glenside         | 騸9  | 10:35 0/5 | J.Anthony     | R.H.Collis    | F.Bibby               |
| 第74回 | 1912年3月29日 | Jerry M          | 騸9  |           | E.Piggott     | R.Gore        | C.Assheton-Smith      |
| 第75回 | 1913年4月4日  | Covertcoat       | 騸7  |           | P.Woodland    | R.Gore        | C.Assheton-Smith      |
| 第76回 | 1914年3月27日 | Sunloch          | 騸8  |           | B.Smith       | T.Tyler       | T.Tyler               |
| 第77回 | 1915年3月26日 | Ally Sloper      | 騸6  |           | J.R.Anthony   | A.Hastings    | M.Nelson              |

※1916〜1918年は第一次世界大戦の影響でエイントリー競馬場が戦争省に徴発されたことにより、施行場所をガトウィック競馬場に移し、「The Racecourse Association Steeplechase」（1916年）、「The War Steeplechase」（1917年〜1918年）と異なる競走名で行われた。
| 施行日        | 優勝馬     | 性齢 | タイム | 優勝騎手   | 管理調教師 | 馬主        |
| ------------- | ---------- | ---- | ------ | ---------- | ---------- | ----------- |
| 1916年3月24日 | Vermouth   | 騸6  |        | J.Reardon  | J.Bell     | P.Heybourn  |
| 1917年3月21日 | Ballymacad | 騸10 |        | E.Driscoll | A.Hastings | G.Bullough  |
| 1918年3月21日 | Poethlyn   | 騸8  |        | E.Piggott  | H.Escott   | Mrs. H.Peel |

| 回数    | 施行日        | 優勝馬                         | 性齢                           | タイム                         | 優勝騎手                       | 管理調教師                     | 馬主                                  |
| ------- | ------------- | ------------------------------ | ------------------------------ | ------------------------------ | ------------------------------ | ------------------------------ | ------------------------------------- |
| 第78回  | 1919年3月28日 | Poethlyn                       | 騸9                            |                                | E.Piggott                      | H.Escott                       | H.Peel                                |
| 第79回  | 1920年3月26日 | Shaun Spadah                   | 騸7                            |                                | J.Anthony                      | A.Anthony                      | T.Gerrard                             |
| 第80回  | 1921年3月18日 | Althorp                        | 騸10                           |                                | F.Rees                         | G.Poole                        | M.McAlpine                            |
| 第81回  | 1922年3月24日 | Music Hall                     | 騸9                            |                                | L.Rees                         | O.Anthony                      | H.Kershaw                             |
| 第82回  | 1923年3月23日 | Sergeant Murphy                | 騸13                           |                                | G.Bennet                       | G.Blackwell                    | S.Sanford                             |
| 第83回  | 1924年3月28日 | Master Robert                  | 騸11                           |                                | R.Trudgill                     | A.Hastings                     | Earl of Airlie                        |
| 第84回  | 1925年3月27日 | Double Chance                  | 騸9                            | 9:42 3/5                       | J.Wilson                       | F.Archer                       | D.Goold F.Archer                      |
| 第85回  | 1926年3月26日 | Jackhorner                     | 騸9                            | 9:36 0/5                       | W.Watkinson                    | H.Leader                       | A.Schwartz                            |
| 第86回  | 1927年3月25日 | Sprig                          | 騸10                           |                                | T.Leader                       | T.Leader                       | M.Partridge                           |
| 第87回  | 1928年3月20日 | Tipperary Tim                  | 騸10                           |                                | W.Dutton                       | J.Dodd                         | H.Kenyon                              |
| 第88回  | 1929年3月22日 | Gregalach                      | 騸7                            | 9:47 3/5                       | R.Everett                      | T.Leader                       | M.Gemmell                             |
| 第89回  | 1930年3月28日 | Shaun Gollin                   | 騸10                           |                                | T.Cullinan                     | F.Hartigan                     | W.Midwood                             |
| 第90回  | 1931年3月27日 | Grakle                         | 騸9                            |                                | R.Lyall                        | T.Coulthwaite                  | C.Taylor                              |
| 第91回  | 1932年3月18日 | Forbra                         | 騸7                            |                                | T.Hamey                        | T.Rimell                       | W.Parsonage                           |
| 第92回  | 1933年3月24日 | Kellsboro' Jack                | 騸7                            |                                | D.Williams                     | I.Anthony                      | F.Clark                               |
| 第93回  | 1934年3月23日 | Golden Miller                  | 騸7                            | 9:20 2/5                       | G.Wilson                       | B.Briscoe                      | D.Paget                               |
| 第94回  | 1935年3月29日 | Reynolds Town                  | 騸8                            |                                | F.Furlong                      | N.Furlong                      | N.Furlong                             |
| 第95回  | 1936年3月27日 | Reynolds Town                  | 騸9                            |                                | F.Walwyn                       | N.Furlong                      | N.Furlong                             |
| 第96回  | 1937年3月19日 | Royal Mail                     | 騸8                            |                                | E.Williams                     | I.Anthony                      | H.Thomas                              |
| 第97回  | 1938年3月25日 | Battleship                     | 牡9                            |                                | B.Hobbs                        | R.Hobbs                        | M.Scott                               |
| 第98回  | 1939年3月24日 | Workman                        | 騸9                            |                                | T.Hyde                         | J.Ruttle                       | A.Maguire                             |
| 第99回  | 1940年4月5日  | Bogskar                        | 騸7                            | 9:21 0/5                       | M.Jones                        | Lord Stalbridge                | Lord Stalbridge                       |
| 第100回 | 1946年月日    | Lovely Cottage                 | 騸9                            |                                | B.Petre                        | T.Rayson                       | J.Morant                              |
| 第101回 | 1947年3月29日 | Caughoo                        | 騸8                            |                                | E.Dempsey                      | H.McDowell                     | J.McDowell                            |
| 第102回 | 1948年3月20日 | Sheila's Cottage               | 牝9                            |                                | A.Thompson                     | N.Crump                        | J.Procter                             |
| 第103回 | 1949年3月26日 | Russian Hero                   | 騸9                            |                                | L.McMorrow                     | G.Owen                         | F.Williamson                          |
| 第104回 | 1950年3月25日 | Freebooter                     | 騸9                            | 9:23 3/5                       | J.Power                        | B.Renton                       | L.Brotherton                          |
| 第105回 | 1951年4月7日  | Nickel Coin                    | 牝9                            | 9:48 4/5                       | J.Bullock                      | J.O'Donoghue                   | J.Royle                               |
| 第106回 | 1952年4月5日  | Teal                           | 騸10                           | 9:20 3/5                       | A.Thompson                     | N.Crump                        | H.Lane                                |
| 第107回 | 1953年3月28日 | Early Mist                     | 騸8                            |                                | B.Marshall                     | M.V.O'Brien                    | J.Griffin                             |
| 第108回 | 1954年3月27日 | Royal Tan                      | 騸10                           | 9:32 4/5                       | B.Marshall                     | M.V.O'Brien                    | J.Griffin                             |
| 第109回 | 1955年3月26日 | Quare Times                    | 騸9                            |                                | P.Taaffe                       | M.V.O'Brien                    | W.Welman                              |
| 第110回 | 1956年3月24日 | E.S.B.                         | 騸10                           | 9:21 2/5                       | D.Dick                         | F.Rimell                       | L.Carver                              |
| 第111回 | 1957年3月29日 | Sundew                         | 騸11                           |                                | F.Winter                       | F.Hudson                       | G.Kohn                                |
| 第112回 | 1958年3月29日 | Mr What                        | 騸8                            |                                | A.Freeman                      | T.Taaffe                       | D.Coughlan                            |
| 第113回 | 1959年3月21日 | Oxo                            | 騸8                            |                                | M.Scudamore                    | W.Stephenson                   | J.Bigg                                |
| 第114回 | 1960年3月26日 | Merryman II                    | 牡9                            | 9:27 0/5                       | G.Scott                        | N.Crump                        | W.Wallace                             |
| 第115回 | 1961年3月25日 | Nicolaus Silver                | 騸9                            | 9:22 0/5                       | H.Beasley                      | F.Rimell                       | C.Vaughan                             |
| 第116回 | 1962年3月31日 | Kilmore                        | 騸12                           | 9:50 0/5                       | F.Winter                       | R.Price                        | N.Cohen                               |
| 第117回 | 1963年3月30日 | Ayala                          | 騸9                            | 9:35 0/5                       | P.Buckley                      | K.Piggott                      | P.Raymond                             |
| 第118回 | 1964年3月21日 | Team Spirit                    | 騸12                           | 9:46 0/5                       | G.Robinson                     | F.Walwyn                       | J.Goodman                             |
| 第119回 | 1965年3月27日 | Jay Trump                      | 騸8                            | 9:31 4/5                       | T.Smith                        | F.Winter                       | M.Stephenson                          |
| 第120回 | 1966年3月26日 | Anglo                          | 騸8                            | 9:53 0/5                       | T.Norman                       | F.Winter                       | S.Levy                                |
| 第121回 | 1967年4月8日  | Foinavon                       | 騸9                            | 9:49 2/5                       | J.Buckingham                   | J.Kempton                      | C.Watkins                             |
| 第122回 | 1968年3月30日 | Red Alligator                  | 騸9                            | 9:29 0/5                       | B.Fletcher                     | D.Smith                        | J.Manners                             |
| 第123回 | 1969年3月29日 | Highland Wedding               | 騸12                           | 9:29 4/5                       | E.Harty                        | T.Balding                      | T.McKoy Jr.                           |
| 第124回 | 1970年4月4日  | Gay Trip                       | 騸8                            | 9:38 0/5                       | P.Taaffe                       | F.Rimell                       | A.Chambers                            |
| 第125回 | 1971年4月3日  | Specify                        | 騸9                            | 9:34 1/5                       | J.Cook                         | J.Sutcliffe                    | F.Pontin                              |
| 第126回 | 1972年4月8日  | Well To Do                     | 騸9                            | 10:08 2/5                      | G.Thorner                      | T.Forster                      | T.Forster                             |
| 第127回 | 1973年3月31日 | Red Rum                        | 騸8                            | 9:01.9                         | B.Fletcher                     | G.McCain                       | N.le Mare                             |
| 第128回 | 1974年3月30日 | Red Rum                        | 騸9                            | 9:20.2                         | B.Fletcher                     | G.McCain                       | N.le Mare                             |
| 第129回 | 1975年4月5日  | L'Escargot                     | 騸12                           | 9:31.0                         | T.Carberry                     | D.Moore                        | R.Guest                               |
| 第130回 | 1976年4月3日  | Rag Trade                      | 騸10                           | 9:20.9                         | J.Burke                        | F.Rimell                       | P.Raymond                             |
| 第131回 | 1977年4月2日  | Red Rum                        | 騸12                           |                                | T.Stack                        | G.McCain                       | N.le Mare                             |
| 第132回 | 1978年4月1日  | Lucius                         | 騸9                            | 9:33.9                         | B.Davies                       | G.Richards                     | F.Whitaker                            |
| 第133回 | 1979年3月31日 | Rubstic                        | 騸10                           | 9:52.9                         | M.Barnes                       | J.Leadbetter                   | J.Douglas                             |
| 第134回 | 1980年3月29日 | Ben Nevis                      | 騸12                           | 10:17.4                        | C.Fenwick                      | T.Forster                      | R.Stewart Jr.                         |
| 第135回 | 1981年4月4日  | Aldaniti                       | 騸11                           | 9.47.2                         | B.Champion                     | J.Gifford                      | N.Embiricos                           |
| 第136回 | 1982年4月3日  | Grittar                        | 騸9                            | 9:12.6                         | C.Saunders                     | F.Gilman                       | F.Gilman                              |
| 第137回 | 1983年4月9日  | Corbiere                       | 騸8                            | 9:47.4                         | B.de Haan                      | J.Pitman                       | B.Burrough                            |
| 第138回 | 1984年3月31日 | Hallo Dandy                    | 騸10                           | 9:21.4                         | N.Doughty                      | G.Richards                     | R.Shaw                                |
| 第139回 | 1985年3月30日 | Last Suspect                   | 騸11                           | 9:42.7                         | H.Davies                       | T.Forster                      | A.of Westminster                      |
| 第140回 | 1986年4月5日  | West Tip                       | 騸9                            | 9:33.0                         | R.Dunwoody                     | M.Oliver                       | P.Luff                                |
| 第141回 | 1987年4月4日  | Maori Venture                  | 騸11                           | 9:19.3                         | S.Knight                       | A.Turnell                      | J.Joel                                |
| 第142回 | 1988年4月9日  | Rhyme'n'Reason                 | 騸9                            | 9:53.5                         | B.Powell                       | D.Elsworth                     | J.Reed                                |
| 第143回 | 1989年4月8日  | Little Polveir                 | 騸12                           | 10:06.9                        | J.Frost                        | T.Balding                      | E.Harvey                              |
| 第144回 | 1990年4月7日  | Mr Frisk                       | 騸11                           | 8:47.8                         | M.Armytage                     | K.Bailey                       | L.Duffey                              |
| 第145回 | 1991年4月6日  | Seagram                        | 騸11                           | 9:29.9                         | N.Hawke                        | D.Barons                       | E.Parker                              |
| 第146回 | 1992年4月4日  | Party Politics                 | 騸8                            | 9:06.4                         | C.Llewellyn                    | N.Gaselee                      | P.Thompson                            |
| 第147回 | 1994年4月9日  | Miinnehoma                     | 騸11                           | 10:18.8                        | R.Dunwoody                     | M.Pipe                         | F.Star                                |
| 第148回 | 1995年4月8日  | Royal Athlete                  | 騸12                           | 9:04.1                         | J.Titley                       | J.Pitman                       | G. & L. Johnson                       |
| 第149回 | 1996年3月30日 | Rough Quest                    | 騸10                           | 9:00.8                         | M.Fitzgerald                   | T.Casey                        | A.Wates                               |
| 第150回 | 1997年4月7日  | Lord Gyllene                   | 騸9                            | 9:05.9                         | A.Dobbin                       | S.Brookshaw                    | S.Clarke                              |
| 第151回 | 1998年4月4日  | Earth Summit                   | 騸10                           | 10:51.5                        | C.Llewellyn                    | N.Twiston-Davies               | The Summit Partnership                |
| 第152回 | 1999年4月10日 | Bobbyjo                        | 騸9                            | 9:14.1                         | T.Carberry                     | T.Carberry                     | B.Burke                               |
| 第153回 | 2000年4月8日  | Papillon                       | 騸9                            | 9:09.7                         | R.Walsh                        | T.Walsh                        | B.Morgan                              |
| 第154回 | 2001年4月7日  | Red Marauder                   | 騸11                           | 11:00.1                        | R.Guest                        | N.Mason                        | N.Mason                               |
| 第155回 | 2002年4月6日  | Bindaree                       | 騸8                            | 9:08.6                         | J.Culloty                      | N.Twiston-Davies               | R.Mould                               |
| 第156回 | 2003年4月5日  | Monty's Pass                   | 騸10                           | 9:21.7                         | B.Geraghty                     | J.Mangan                       | Dee Racing Syndicate                  |
| 第157回 | 2004年4月3日  | Amberleigh House               | 騸12                           | 9:20.3                         | G.Lee                          | G.McCain                       | Halewood International                |
| 第158回 | 2005年4月9日  | Hedgehunter                    | 騸9                            | 9:20.8                         | R.Walsh                        | W.Mullins                      | T.Hemmings                            |
| 第159回 | 2006年4月8日  | Numbersixvalverde              | 騸10                           | 9:41.0                         | N.Madden                       | M.Brassil                      | O.Carroll                             |
| 第160回 | 2007年4月14日 | Silver Birch                   | 騸10                           | 9:13.6                         | R.Powerl                       | G.Elliott                      | B.Walsh                               |
| 第161回 | 2008年4月5日  | Comply or Die                  | 騸9                            | 9:16.6                         | T.Murphy                       | D.Pipe                         | D.Johnson                             |
| 第162回 | 2009年4月4日  | Mon Mome                       | 騸9                            | 9:32.9                         | L.Treadwell                    | V.Williams                     | V.Bingham                             |
| 第163回 | 2010年4月10日 | Don't Push It                  | 騸10                           | 9:04.5                         | A.McCoy                        | J.O'Neill                      | J.McManus                             |
| 第164回 | 2011年4月11日 | Ballabriggs                    | 騸10                           | 9:01.2                         | J.Maguire                      | D.McCain                       | T.Hemmings                            |
| 第165回 | 2012年4月14日 | Neptune Collonges              | 騸11                           | 9:05.1                         | D.Jacob                        | P.Nicholls                     | J.Hales                               |
| 第166回 | 2013年4月6日  | Auroras Encore                 | 騸11                           | 9:12.0                         | R.Mania                        | S.Smith                        | D.Pryde, J.Beaumont, D.van Der Hoeven |
| 第167回 | 2014年4月5日  | Pineau de Re                   | 騸11                           | 9:09.9                         | L.Aspell                       | R.Newland                      | J.Proven                              |
| 第168回 | 2015年4月11日 | Many Clouds                    | 騸8                            | 8:56.8                         | L.Aspell                       | O.Sherwood                     | T.Hemmings                            |
| 第169回 | 2016年4月9日  | Rule The World                 | 騸9                            | 9:29.0                         | D.Mullins                      | M.Morris                       |                                       |
| 第170回 | 2017年4月8日  | One For Arthur                 | 8                              | 9:03.5                         | D.Fox                          | L.Russell                      |                                       |
| 第171回 | 2018年4月14日 | Tiger Roll                     | 騸8                            | 9:40.1                         | D.Russell                      | G.Elliott                      |                                       |
| 第172回 | 2019年4月6日  | Tiger Roll                     | 騸9                            |                                | D.Russell                      | G.Elliott                      |                                       |
| 第173回 | 2020年4月4日  | 新型コロナウイルスの影響で中止 | 新型コロナウイルスの影響で中止 | 新型コロナウイルスの影響で中止 | 新型コロナウイルスの影響で中止 | 新型コロナウイルスの影響で中止 | 新型コロナウイルスの影響で中止        |
| 第174回 | 2021年4月10日 | Minella Times                  | 騸8                            | 9:15.42                        | R.Blackmore                    | H.Bromhead                     | J.P.McManus                           |
| 第175回 | 2022年4月9日  | Noble Yeats                    | 騸7                            | 9:03.6                         | S.Waley-Cohen                  | E.Mullins                      |                                       |
| 第176回 | 2023年4月15日 | Corach Rambler                 | 騸9                            | 9:10.62                        | D.Fox                          | L.Russell                      |                                       |
| 第177回 | 2024年4月13日 | I Am Maxiumus                  | 騸8                            | 9:27.68                        | P.Townend                      | W.Mullins                      | J.P.McManus                           |
| 第178回 | 2025年4月5日  | Nick Rockett                   | 騸8                            | 9:06.14                        | P.Mullins                      | W.Mullins                      | Stewart & Sadie Andrew                |

- 競走名：1836年〜第4回 「The Grand Liverpool Steeplechase」、第5〜8回 「The Liverpool and National Steeplechase」

## 日本調教馬の参戦
過去に1頭だけこの競走に参戦した競走馬がいる。日本の中山大障害を4勝したフジノオーである（1966年）。
日本の障害チャンピオンホースとして参戦したフジノオーには当時の規定により最重ハンデの76.2kgのハンデキャップが与えられた。これは、イギリスにおいて必要な競走数をこなしていないため規定により最も重いハンデが課せられた（チャンピオンホースにはハンデを軽くすることは失礼に値するという紳士的な考え方に基づくものという説もある）。なおフジノオーは15番目の障害で馬が飛越を拒否、競走中止となっている。
また日本人騎手として1995年には田中剛がアイルランドのザコミッティ（The Committee）に騎乗、こちらも転倒により競走中止に終わった。
この他、グランドマーチスが挑戦する話があり一部新聞報道されたが計画が具体化する前に故障を発症して引退した。

## バーチャルグランドナショナル
バーチャルグランドナショナル（Virtual Grand National）とは2017年から毎年開催されているバーチャル版のグランドナショナルである。
歴代優勝馬
- 2017：Cause of Causes
- 2018：Tiger Roll
- 2019：Rathvinden
- 2020：Potters Corner
- 2021：Cloth Cap

## 各国の「グランドナショナル」
このグランドナショナルに倣って、各国でグランドナショナルの名称のつくあるいはそれに準じる競走が行われている。以下がその例である。
- ウェールズ - ウェルシュナショナル
- スコットランド - スコティッシュグランドナショナル
- アイルランド - アイリッシュグランドナショナル
- フランス - パリ大障害 創設時の名称はグランナショナル・ド・フランス（Grand National de France）
- チェコ - ヴェルカパルドゥビツカ
- アメリカ合衆国 - グランドナショナルハードル
- オーストラリア - グランドナショナルハードル、グランドナショナルスティープルチェイス
- ニュージーランド - グランドナショナルハードル、グランドナショナルスティープルチェイス
- 日本 - 中山グランドジャンプ、中山大障害